# Nokere Koerse
La Nokere Koerse è una corsa in linea di ciclismo su strada maschile che si svolge ogni anno nella zona di Nokere, in Belgio. È una delle cosiddette corse classiche del pavé. Si corre a metà marzo di mercoledì.
Nel 2005 entrò a far parte del circuito continentale UCI Europe Tour come gara di classe 1.1. Nel 2013 la gara fu annullata a causa della neve. Nel 2016 la competizione fu promossa alla classe 1.HC, la massima per le gare in linea del circuito europeo.

## Albo d'oro
Aggiornato all'edizione 2025.
| Anno              | Vincitore                                        | Secondo                                          | Terzo                                            |
| Prijs Jules Lowie |                                                  |                                                  |                                                  |
| ----------------- | ------------------------------------------------ | ------------------------------------------------ | ------------------------------------------------ |
| 1944              | Marcel Kint                                      | Theo Middelkamp                                  | Gustaaf Van Overloop                             |
| 1945              | Briek Schotte                                    | Michel Remue                                     | Désiré Keteleer                                  |
| 1946              | Emmanuel Thoma                                   | André Pieters                                    | Briek Schotte                                    |
| 1947              | Albert Sercu                                     | Michel Remue                                     | Odiel Van Den Meerschaut                         |
| 1948              | Roger Cnockaert                                  | André Declerck                                   | Jerome Renier                                    |
| 1949              | Ernest Sterckx                                   | Maurice Desimpelaere                             | Michel Remue                                     |
| 1950              | Jules Depoorter                                  | Roger Decock                                     | René Janssens                                    |
| 1951              | Gerard Buyl                                      | Maurice Blomme                                   | Valère Ollivier                                  |
| 1952              | Wim van Est                                      | André Pieters                                    | Raphael Jonckheere                               |
| 1953              | Basile Wambeke                                   | Henri Jochums                                    | Julien Pascal                                    |
| 1954              | Jan Zagers                                       | Roger Decock                                     | Roger Desmet                                     |
| 1955              | Jozef Schils                                     | Briek Schotte                                    | Henri Denys                                      |
| 1956              | Marcel Rijckaert                                 | Roger De Clercq                                  | Lucien Mathys                                    |
| 1957              | André Auquier                                    | Pino Cerami                                      | Francis Kemplaire                                |
| 1958              | Arthur De Cabooter                               | Gilbert Desmet                                   | Julien Schepens                                  |
| 1959              | non disputata                                    |                                                  |                                                  |
| 1960              | Gilbert Desmet                                   | Louis Troonbeeckx                                | Leopold Rosseel                                  |
| 1961              | Léon Van Daele                                   | Joseph Vloeberghs                                | Gilbert Maes                                     |
| 1962              | non disputata                                    |                                                  |                                                  |
| Nokere Koerse     |                                                  |                                                  |                                                  |
| 1963              | Frans De Mulder                                  | Daniel Doom                                      | Norbert Kerckhove                                |
| 1964              | Robert De Middeleir                              | Léon Van Daele                                   | André Noyelle                                    |
| 1965              | Arthur De Cabooter                               | Joseph Mathy                                     | Gustaaf Desmet                                   |
| 1966              | Jacques De Boever                                | Oswald Declercq                                  | Reindert De Jongh                                |
| 1967              | Walter Godefroot                                 | Jacques De Boever                                | Roger Blockx                                     |
| 1968              | Frans Brands                                     | Roger Cooreman                                   | Michel Jacquemin                                 |
| 1969              | Roger Rosiers                                    | Frans Mintjens                                   | Michel Jacquemin                                 |
| 1970              | André Dierickx                                   | Patrick Sercu                                    | Bernard Van De Kerckhove                         |
| 1971              | Herman Van Springel                              | Eric Leman                                       | Maurice Eyers                                    |
| 1972              | Tony Houbrechts                                  | Ronny Van Marcke                                 | Willy Planckaert                                 |
| 1973              | Noël Vantyghem                                   | Claude Magni                                     | Gerard Vianen                                    |
| 1974              | Freddy Maertens                                  | Pierino Gavazzi                                  | Ronald De Witte                                  |
| 1975              | Marc Demeyer                                     | Willy Teirlinck                                  | Jan Raas                                         |
| 1976              | Luc Leman                                        | Lucien De Brauwere                               | Geert Malfait                                    |
| 1977              | Frans Van Looy                                   | Gerrie Knetemann                                 | Roberto Ceruti                                   |
| 1978              | Gustaaf Van Roosbroeck                           | Jan Aling                                        | Jos Jacobs                                       |
| 1979              | Hendrik Devos                                    | William Tackaert                                 | Tony Houbrechts                                  |
| 1980              | Jos Van De Poel                                  | Johan van der Velde                              | Paul Jesson                                      |
| 1981              | Gerrie Knetemann                                 | Herman Vanspringel                               | Claude Criquielion                               |
| 1982              | William Tackaert                                 | Ludo De Keulenaer                                | Rudy Matthijs                                    |
| 1983              | Walter Schoonjans                                | Patrick Cocquyt                                  | Gerard Veldscholten                              |
| 1984              | Jan Bogaert                                      | Patrick Versluys                                 | Erik Stevens                                     |
| 1985              | Diederik Foubert                                 | Patrick Versluys                                 | Jan Bogaert                                      |
| 1986              | Luc Colijn                                       | Jan Van Camp                                     | Ronny Van Holen                                  |
| 1987              | Étienne De Wilde                                 | Franky Van Oyen                                  | Ludo Giesberts                                   |
| 1988              | Patrick Versluys                                 | Yves Godimus                                     | Danny Janssens                                   |
| 1989              | Rik Van Slycke                                   | Andrzej Mierzejewski                             | Peter Spaenhoven                                 |
| 1990              | Herman Frison                                    | Roger Van den Bossche                            | Filip Van Vooren                                 |
| 1991              | Koen Van Rooy                                    | Johan Capiot                                     | Martin Kokkelkoren                               |
| 1992              | Johan Capiot                                     | Peter De Clercq                                  | Benjamin Van Itterbeeck                          |
| 1993              | Michel Cornelisse                                | Jan Bogaert                                      | Mario De Clercq                                  |
| 1994              | Peter De Clercq                                  | Michel Cornelisse                                | Chris Peers                                      |
| 1995              | Jo Planckaert                                    | Michel Vermote                                   | Geert Van Bondt                                  |
| 1996              | Hendrik Van Dyck                                 | Jelle Nijdam                                     | Michel Cornelisse                                |
| 1997              | Hendrik Van Dyck                                 | Wim Feys                                         | Bart Voskamp                                     |
| 1998              | Scott Sunderland                                 | Léon van Bon                                     | Chris Peers                                      |
| 1999              | Jeroen Blijlevens                                | Michel Vanhaecke                                 | Wilfried Cretskens                               |
| 2000              | Hendrik Van Dyck                                 | Nico Mattan                                      | Jans Koerts                                      |
| 2001              | Michel Vanhaecke                                 | Bart Voskamp                                     | Niko Eeckhout                                    |
| 2002              | Aurélien Clerc                                   | Jans Koerts                                      | Steven de Jongh                                  |
| 2003              | Matthé Pronk                                     | Magnus Bäckstedt                                 | Hendrik Van Dyck                                 |
| 2004              | Max van Heeswijk                                 | Rudie Kemna                                      | Jo Planckaert                                    |
| 2005              | Steven de Jongh                                  | Igor Abakoumov                                   | Geert Omloop                                     |
| 2006              | Bert Roesems                                     | Wouter Weylandt                                  | Jeremy Hunt                                      |
| 2007              | Léon van Bon                                     | Aart Vierhouten                                  | Geert Steurs                                     |
| 2008              | Wouter Weylandt                                  | Jürgen Roelandts                                 | André Greipel                                    |
| 2009              | Graeme Brown                                     | Ben Swift                                        | Sébastien Chavanel                               |
| 2010              | Jens Keukeleire                                  | Kris Boeckmans                                   | Bobbie Traksel                                   |
| 2011              | Gert Steegmans                                   | Stefan van Dijk                                  | Graeme Brown                                     |
| 2012              | Francesco Chicchi                                | Kris Boeckmans                                   | Boy van Poppel                                   |
| 2013              | annullata per neve                               |                                                  |                                                  |
| 2014              | Kenny Dehaes                                     | Tom Van Asbroeck                                 | Nacer Bouhanni                                   |
| 2015              | Kris Boeckmans                                   | Justin Jules                                     | Scott Thwaites                                   |
| 2016              | Timothy Dupont                                   | Kristoffer Halvorsen                             | Dylan Groenewegen                                |
| 2017              | Nacer Bouhanni                                   | Adam Blythe                                      | Joeri Stallaert                                  |
| 2018              | Fabio Jakobsen                                   | Amaury Capiot                                    | Hugo Hofstetter                                  |
| 2019              | Cees Bol                                         | Pascal Ackermann                                 | Jasper Philipsen                                 |
| 2020              | non disputata a causa della pandemia di COVID-19 | non disputata a causa della pandemia di COVID-19 | non disputata a causa della pandemia di COVID-19 |
| 2021              | Ludovic Robeet                                   | Damien Gaudin                                    | Luca Mozzato                                     |
| 2022              | Tim Merlier                                      | Max Walscheid                                    | Arnaud De Lie                                    |
| 2023              | Tim Merlier                                      | Edward Theuns                                    | Milan Menten                                     |
| 2024              | Tim Merlier                                      | Fabio Jakobsen                                   | Jasper Philipsen                                 |
| 2025              | Nils Eekhoff                                     | Matteo Moschetti                                 | Luke Lamperti                                    |

### Vittorie per nazione
Aggiornato all'edizione 2025.
| Pos. | Paese       | Vittorie |
| ---- | ----------- | -------- |
| 1    | Belgio      | 62       |
| 2    | Paesi Bassi | 11       |
| 3    | Australia   | 2        |
| 4    | Francia     | 1        |
| 4    | Italia      | 1        |
| 4    | Svizzera    | 1        |